# Conogonia placidula
Conogonia placidula är en insektsart som beskrevs av Gustav Breddin 1903. Conogonia placidula ingår i släktet Conogonia och familjen dvärgstritar. Inga underarter finns listade i Catalogue of Life.